# Veganismo

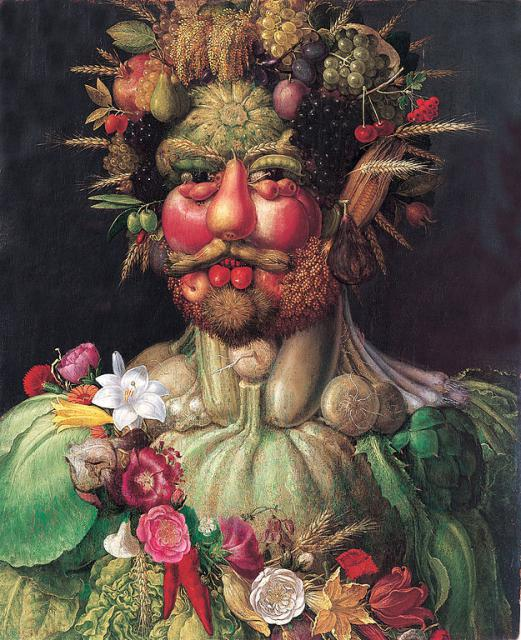
Giuseppe Arcimboldo, Vertumno o Ritratto dell'imperatore Rodolfo II in veste di Vertumno, 1590, immagine talvolta adottata nella simbologia in ambito vegano

Il veganismo (o, più raramente, veganesimo) è un movimento che propone l'adozione di uno stile di vita proprio di una società basata su risorse non provenienti dal regno animale.
Se la base del veganismo è riconducibile all'antispecismo fin dalle sue origini, le sue motivazioni si sono estese a comprendere temi ambientalistici, medico-salutistici e socioeconomici.

## Etimologia

Un marchio Vegan

La parola veganismo è la trasposizione nella lingua italiana della parola veganism nella lingua inglese, derivante dal termine vegan, nome che assunsero gli aderenti alla prima associazione vegana, fondata in Inghilterra nel 1944.
Già dagli inizi del XX secolo l'abitudine al consumo di prodotti lattiero-caseari era stata oggetto di forti dibattiti all'interno del movimento vegetariano. Nell'agosto del 1944 Elsie Shrigley e Donald Watson, due membri della Vegetarian Society, pensarono che fosse necessario formare un coordinamento di "vegetariani non consumatori di latticini", nonostante l'opposizione di eminenti vegetariani che rifiutavano l'idea di un vegetarianismo completamente privo di prodotti animali. Nel novembre dello stesso anno Watson organizzò a Londra una riunione di sei "vegetariani non consumatori di latticini", in cui venne deciso di costituire una nuova società, la Vegan Society, di cui Watson stesso fu eletto presidente, e di adottare come definizione il termine vegan, contrazione di vegetarian.
In una intervista del 2004 Donald Watson affermò:

Sebbene la paternità del neologismo "vegan" venga solitamente attribuita a Donald Watson o ad uno sforzo combinato di Donald Watson e di sua moglie Dorothy, Watson riconosce come fonti dell'idea G.A. Henderson e sua moglie Fay K. Henderson, anch'essi membri fondatori nel 1944 della Vegan Society, i quali avevano suggerito per l'associazione il nome "Allvega" e come titolo del magazine dell'associazione "Allvegan". Da questi suggerimenti Watson avrebbe preso dunque ispirazione per il termine "vegan". La parola "vega" era inoltre già in uso nei circoli vegetariani da un po' di tempo. Fin dal 1934, uno dei più noti ristoranti vegetariani di Londra si chiamava "Vega". Tutti i vegetariani di quegli anni, inclusi i coniugi Henderson, erano a conoscenza di questo ristorante, che sembra pertanto essere la prima fonte d'ispirazione del termine.

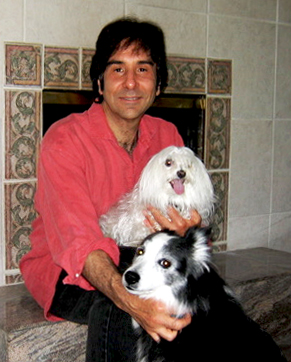
Gary L. Francione, filosofo ed attivista per i diritti degli animali

## Veganismo
Nel linguaggio corrente il termine veganismo viene usualmente inteso come una forma di dieta a base vegetale. Si tratta di una definizione che si basa sulla dimensione alimentare, che è solo una delle dimensioni in cui possono manifestarsi gli aspetti di vita vegani. Un termine alternativo per riferirsi alla sola pratica alimentare a base esclusivamente vegetale è "vegetalismo". La dieta vegetaliana può essere adottata anche al di fuori del veganismo per motivazioni terapeutiche, igieniste, religiose o spirituali, e pur essendo un aspetto fondamentale del veganismo, non lo esaurisce. Quest'ultimo, come illustra la definizione delle Vegan Society, è uno stile di vita che evita per quanto possibile lo sfruttamento degli animali in ogni ambito, non solo quello dell'alimentazione, ma anche dell'abbigliamento (per es. evitando capi in pelle), del tempo libero (per es. evitando spettacoli in cui vengono utilizzati animali), ecc.
Secondo il filosofo attivista Gary L. Francione, il veganismo è dettato da principi etici di rispetto per la vita animale ed è spesso basato sul pensiero antispecista e su una particolare visione non-violenta della vita.
Il veganismo può essere considerato la prassi dell'antispecismo e comporta il rifiuto di dedicarsi, partecipare e sostenere attività che implicano lo sfruttamento degli animali. Ad esempio, essi potrebbero criticare alcuni aspetti che possono avvenire all'interno degli allevamenti intensivi, quali il sovraffollamento non igienico in condizioni artificiali, separazione precoce madre-prole e procedure di mutilazione (es. accorciamento della coda dei maiali, riduzione del becco dei polli).
Con un Memorandum nel 1979 la Vegan Society definì il veganismo come:
Il veganismo contemporaneo si propone anche come possibile soluzione ad altre problematiche correlate, di natura etica, ambientale, economica e sanitaria.

## Principi vegani

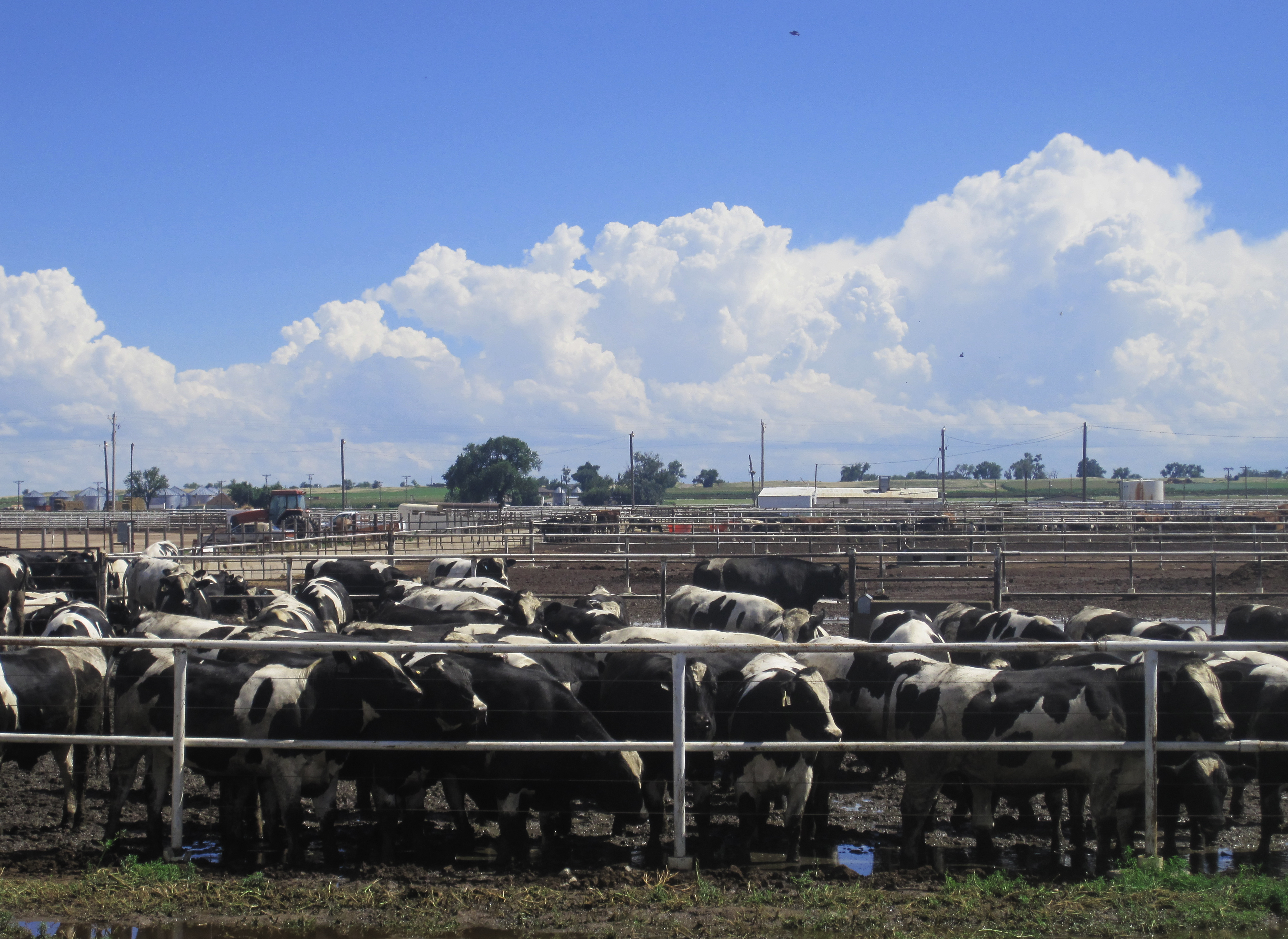
Per un vegano evitare il sostegno all'industria zootecnica e della pesca, che contribuisce allo sfruttamento animale è particolarmente importante

Chi è vegano differisce notevolmente a seconda delle motivazioni intrinseche o esterne e dalla misura in cui si sente di modificare il proprio stile di vita. Alcune persone che si definiscono vegane seguono principalmente la sola dieta vegetale (vegetaliani, o dietary vegans). Non sempre numerosi sono i vegani che modificano il proprio comportamento anche in altri ambiti di consumo, come per esempio scegliendo capi di abbigliamento in fibre vegetali sintetiche e artificiali o acquistando esclusivamente prodotti vegan. Il grado di applicazione può variare da un individuo all'altro, considerando anche che uno stile di vita totalmente vegano può essere generalmente difficile da adottare nel contesto produttivo e consumistico attuale, poiché i derivati di origine animale potrebbero essere presenti nei prodotti più impensabili. Per questo motivo alcuni ritengono che non sarebbe necessario che tutta la popolazione adotti completamente uno stile vegan per produrre un cambiamento nell'economia e nella società, ma basti il raggiungimento di una certa "massa critica" con scelte di consumo più orientate verso prodotti vegetali.
Anche se una persona che adotta uno stile di vita vegano aderisce alla dieta a base vegetale seguendo criteri più o meno soggettivi, flessibili e adatti a sé, nella pratica quotidiana si distinguono una serie di abitudini e scelte diffuse e condivise dalla comunità vegana. In particolare, molta importanza viene data alla scelta in campo alimentare, optando per una dieta basata su prodotti esclusivamente vegetali, detta anche dieta vegana, plant-based o vegetaliana.
Una persona vegana generalmente rifiuta lo sfruttamento animale e di conseguenza il consumo di ogni tipo di carne (compresa la carne degli animali marini, ovvero pesce, crostacei e molluschi), latte e derivati, uova, miele e altri prodotti delle api, spesso anche se presenti in forma di ingredienti in altri alimenti o bevande, che potrebbero contenere derivati di origine animale. Evitare o ridurre il consumo di cibi animali significa anche ridurre la domanda dell'industria zootecnica e della pesca e in particolare gli allevamenti intensivi, in quanto tali industrie causano lo sfruttamento, la sofferenza e l'uccisione di un numero elevato di animali, oltre ad avere un forte impatto ambientale. A tal riguardo stime della FAO (2007), quantificano che in tutto il mondo ogni anno verrebbero uccisi, per fini alimentari, circa 56 miliardi di animali, senza contare pesci e altri animali marini.
Una persona vegana può inoltre scegliere di indossare capi in fibre vegetali (canapa, lino, cotone, ecc.), fibre artificiali (rayon, viscosa, ecc.) e fibre sintetiche (acrilico, nylon, pile, poliestere, ecc.) evitando l'acquisto di capi con parti di origine animale (pelliccia, pelle, lana, seta e imbottiture in piuma); di usare cosmetici (make-up e prodotti per l'igiene personale) e prodotti per la pulizia della casa, presenti in commercio con marchio o certificazione "vegan", che garantiscono che non siano stati testati su animali e che siano privi di ingredienti di origine animale, come per esempio il sodium tallowate, ricavato da strutto suino e sego bovino; in generale di evitare l'acquisto di altre merci con parti animali (come divani in pelle, tappeti in pelliccia, ornamenti in avorio, oggetti in osso, pennelli in pelo animale, ecc.) e dei farmaci contenenti eccipienti animali.
il veganismo può essere definito dunque un modello di consumo che si basa su principi che influenzano le abitudini, la dieta e le scelte di acquisto quotidiane, perseguite con più o meno flessibilità e adattabilità in base a esigenze e possibilità individuali.
All'interno della comunità vegana sono fonte di opinioni molto discordi quei prodotti derivati di origine animale meno noti (e in alcuni casi indicati sotto forma di sigle alfanumeriche) presenti in minuscole quantità in alcuni prodotti o usati sotto forma di additivi alimentari: è il caso, ad esempio, della L-cisteina
(identificata anche con la sigla E920), della glicerina animale
(E422) o dei fosfati animali
(E542). Ancora più controverso è il caso di quei prodotti che, pur non contenendo derivati di origine animale, ne implicano però l'uso durante il processo di produzione, come ad esempio alcuni tipi di zucchero raffinato che sarebbero lavorati con carbone animale, usato per la decolorazione dello zucchero e per rimuovere impurità e minerali. L'uso di sostanze di origine animale, infatti, è attualmente molto diffuso nella produzione industriale moderna; è altresì vero che sempre più aziende propongono varianti totalmente vegetali dei loro prodotti. Sostanze di derivazione animale si possono trovare in articoli insospettabili, come palle da tennis, carta da parati e bande adesive. Un'artista olandese, Christien Meindertsma, afferma di avere individuato 185 prodotti di uso comune contenenti parti di maiale, tra cui proiettili, pellicola fotografica, freni, porcellana e sigarette.
Inoltre l'origine animale di alcune sostanze ambigue o il coinvolgimento di derivati di origine animale nelle fasi di produzione non è sempre facilmente accertabile. Ad esempio, spesso la coltivazione agricola prevede l'impiego di concimi di origine animale (prodotti con sangue, feci, ossa, lana, corna, ecc.). Per tali motivi, generalmente, nella comunità vegana quest'uso delle sostanze di origine animale riceve scarsa attenzione nella prassi quotidiana e si ritiene più pratico, oltre che più efficace per la causa della liberazione animale, concentrare la propria attenzione maggiormente su quelle sostanze di origine animale più evidenti (carni, latte e latticini, uova e prodotti delle api).
Oltre alle scelte di consumo quotidiano, una persona vegana può scegliere di evitare utilizzi di animali da parte dell'uomo. Può essere evitato ciò che riguarda la pratica, la partecipazione e il sostegno ad attività come la sperimentazione sugli animali, la caccia e la pesca, gli spettacoli con animali (es. la corrida, il combattimento di galli, il circo con animali o il rodeo), l'impiego di animali in competizioni sportive (corse di cavalli, corse di cani, sleddog, ecc.), le manifestazioni folkloristiche con impiego di animali, zoo, gli acquari e altre strutture simili che detengono animali, il commercio degli animali da compagnia e ogni altra simile attività.

### Antispecismo
L'antispecismo indica una posizione filosofica, etica e politica che si oppone alla discriminazione fra la specie umana e le altre specie, sottolineando come gli animali siano esseri senzienti con abilità cognitive e uno spettro di emozioni come piacere, dolore e paura. Essa si oppone alla convinzione secondo cui la specie umana sarebbe superiore alle altre specie. La maggioranza delle persone che seguono i valori dell'antispecismo sono a loro volta vegani e viceversa.
Già nell'antica Grecia, filosofi come Pitagora ed Empedocle mettevano in discussione la legittimità dello sfruttamento animale da parte degli umani, sostenendo che le differenze tra specie fossero meno marcate rispetto a quanto si ritenesse. Questa prospettiva trovò conferma a partire dalla fine del XX secolo, con studi che dimostrarono la continuità biologica e cognitiva tra specie. Inoltre, secondo altri studi sulle specie, le attitudini dell'uomo verso gli animali possono essere influenzate a tendenze a simpatizzare verso animali in base al loro status (selvatico, domestico), all'attrattività estetica, all'utilità e ad intelligenza e/o ad abilità che si presume abbia quella specie. Tuttavia ulteriori studi si necessitano per chiarire la senzienza di altri animali oltre i mammiferi.
L'approccio che critica l'antispecismo è definito specismo che, secondo la Treccani, è la convinzione secondo cui gli esseri umani sono superiori per status e valore agli altri animali, e pertanto devono godere di maggiori diritti.
Il vegetalismo

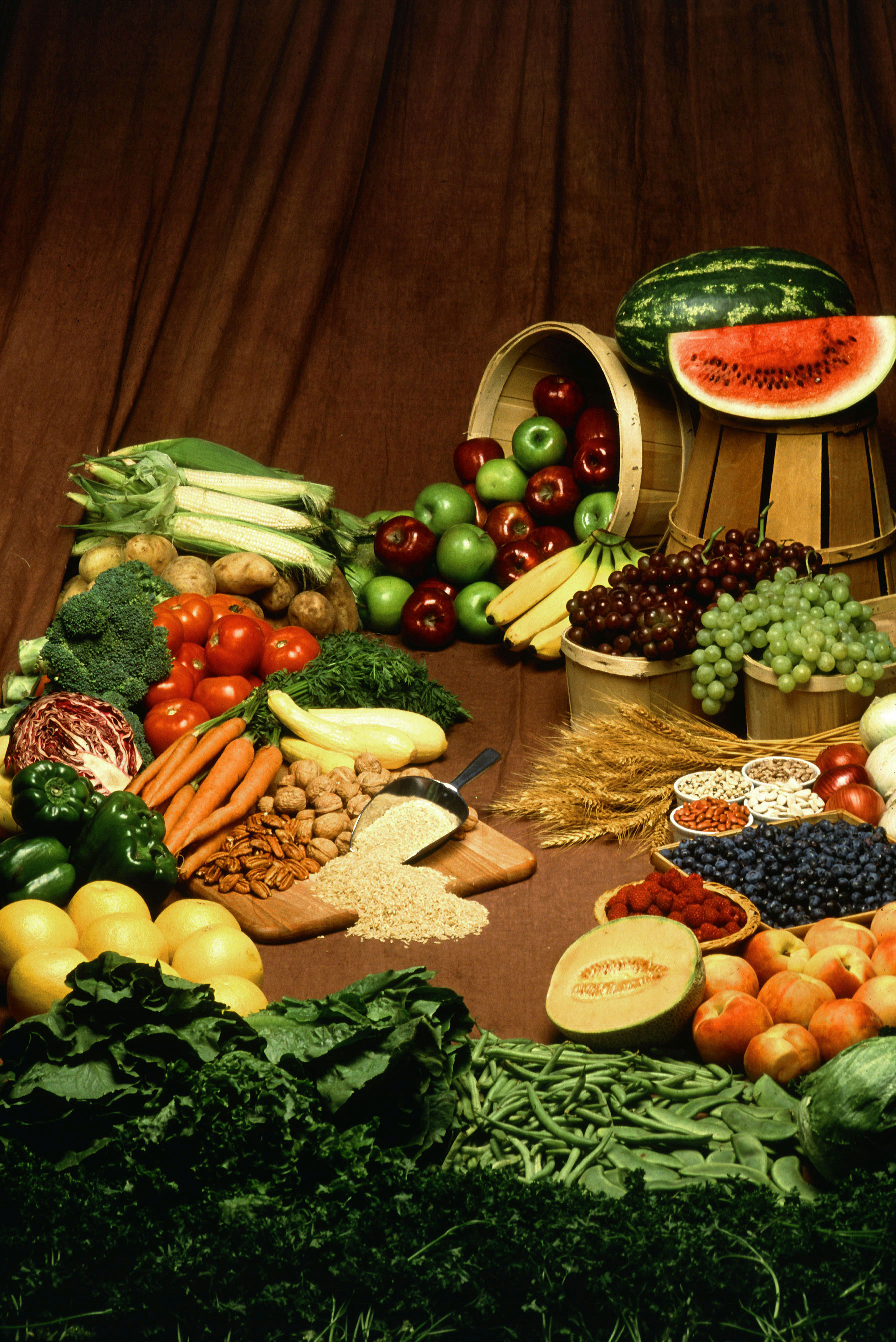
Cereali, legumi, verdura e frutta sono la base della dieta vegana

Percentuale di vegani nel mondo

Il vegetalismo è un termine generale che denota il comportamento alimentare di chi si nutre esclusivamente di alimenti vegetali.
Nel corso degli ultimi decenni è maturato un crescente interesse globale verso il vegetalismo. Una delle ragioni è la maggiore sensibilità riguardo alle questioni sollevate dal veganismo grazie alla sua diffusione e all'opera di sensibilizzazione portata avanti dalle associazioni animaliste. Altre persone però si alimentano di soli vegetali per ragioni diverse dai motivi etici di sfruttamento animale, con motivazioni più o meno combinate tra loro, e potrebbero in alcuni casi dichiararsi vegani. A questo adattamento possono giungere anche i vegetariani che possono consumare più o meno spesso prodotti di origine animale come latte e uova. Alcuni individui adottano regimi alimentari vegetali per una ragione esclusivamente legata alla salute, perché ritengono di poter curare e prevenire alcune malattie o che, per assicurare il migliore stato di salute, l'alimentazione umana debba prevedere solo alimenti di origine vegetale e possono essere meglio definiti come vegetaliani, o vegetalisti salutistici.
In particolare, negli anni più recenti si può osservare una crescente diffusione della dieta vegana presso i paesi più ricchi. Ad esempio, negli Stati Uniti, circa il 2-3% della popolazione adulta - con una stima che va da 2-3 milioni a 6 milioni di persone - segue in modo regolare una dieta vegana,
e circa l'1% dei bambini e degli adolescenti tra gli 8 e i 18 anni è vegetariano.
Altri paesi occidentali presentano percentuali diverse, ad esempio l'Italia ha una presenza di vegetariani che nelle rilevazioni fluttua tra l'1,1% e il 3%. Tuttavia, le rilevazioni riguardo al vegetalismo possono essere complesse da eseguire e da interpretare a causa della varietà dei comportamenti e delle motivazioni che possono ricadere sotto questa etichetta.
Frequentemente i vegetaliani attuali riferiscono motivazioni etiche di rispetto per la vita animale e vengono addottate anche per ragioni salutistiche ed ecologiste. Tali motivazioni non sono tutte necessariamente adottate insieme, e anche se due o più possono coesistere negli stessi soggetti, una potrebbe prevalere sulle altre. Uno studio del 2019 ha rilevato che per il 68,1% degli intervistati la motivazione principale per cui sono diventati vegani è evitare l'uccisione e lo sfruttamento animale, mentre il 17,4% ha dichiarato di farlo per motivi salutistici, il 9,7% per ragioni ambientali e il 4,8% per altri motivi.
Alla diffusione delle ragioni salutistiche ha contribuito una serie di fattori. Già da diversi decenni, la correlazione tra il consumo di carni – in particolare di carni rosse e carni conservate – e il possibile rischio di patologie croniche,
la diffusione di malattie virali presso gli animali allevati (causa di zoonosi alimentare) e le preoccupazioni per il crescente uso di antibiotici e altri farmaci negli allevamenti - che potrebbero accumularsi nelle carni- da una parte, e i possibili benefici associati a diete ricche di cibi vegetali,
insieme all' affermazione che la carne rappresenti un alimento non essenziale per la dieta umana,
dall'altra, hanno determinato nei paesi ricchi una crescente diffusione delle diete a base vegetale. Più recentemente, i rischi derivanti da un'elevata assunzione di grassi saturi e colesterolo, di cui sono ricchi latte, latticini e uova, la correlazione del consumo di uova e prodotti lattiero-caseari con alcuni tipi di cancro e la vasta diffusione dell'intolleranza al lattosio, hanno ulteriormente spostato l'attenzione verso la dieta vegana. Inoltre, l'Organizzazione Mondiale della Sanità ha classificato le carni processate e gli insaccati (tra cui prosciutto, pancetta, salame e wurstel) come cancerogeni di tipo 1, il che significa che esistono associazioni tra le carni lavorate e il cancro del colon-retto.
Infine, sempre negli anni recenti, il vegetalismo ha cominciato a diffondersi anche come una scelta ecologica a seguito di valutazioni dell'impatto ambientale connesso al settore dell'allevamento e per i potenziali rischi pandemici connesso alla possibilità di sviluppare, attraverso gli allevamenti intensivi, patogeni letali multiresistenti a più antibiotici
Tra le varie iniziative, il 1º novembre si festeggia il World Vegan Day (Giornata Vegana Mondiale) per celebrare la fondazione della prima vegan society, e l'intero mese di novembre è stato scelto come World Vegan Month (Mese Vegano Mondiale).

### Le diete vegetaliane
Le diete vegetaliane sono dei modelli nutrizionali che escludono dall'alimentazione la carne di qualsiasi animale e tutti i prodotti di origine animale. Oltre alla dieta vegana, basata su: cereali, legumi, verdura, frutta e semi; sono diete vegetaliane anche altre diete che, sebbene differiscano sostanzialmente dalla dieta vegana sia nei principi alimentari che nel tipo di alimenti consumati, non comprendono il consumo di alcun ingrediente di origine animale. Fra di esse vi sono quelle praticate, ad esempio, nel crudismo vegetaliano, nel fruttarismo o nell'ehretismo.

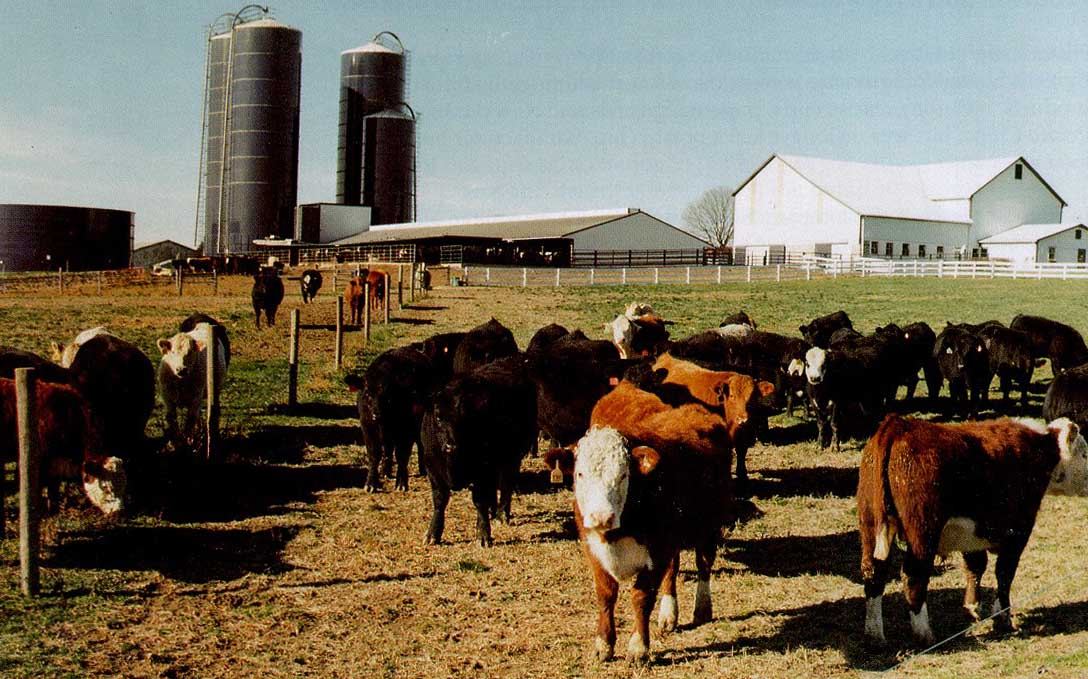
Secondo la FAO il settore dell'allevamento è uno dei principali fattori di impatto ambientale globale

## Influenza della dieta sull'ambiente
Uno studio del 2018 condotto dall'università di Oxfor ha dimostrato che la dieta vegana è meno impattante sull'ambiente rispetto a quella onnivora in fatto di consumo di risorse ed effetto serra.

### Implicazione ambientale delle diete vegetali
Nella seconda metà del Novecento il consumo globale di carne è aumentato di cinque volte, passando da 45 milioni di tonnellate all'anno nel 1950 a 233 milioni nel 2000.
Il notevole incremento del consumo globale di carne e dei prodotti animali ha determinato una crescita improvvisa della produzione zootecnica e, conseguentemente, un considerevole aumento del numero di animali allevati. Secondo i dati FAO e del World Watch Institute (2007) questa crescita degli allevamenti intensivi è incompatibile con i ritmi naturali terrestri, visto l'impatto sulla vita terrestre stessa, e ha inciso in modo sproporzionato sull'equilibrio ambientale. Nel 2006 la FAO ha pubblicato Livestock's Long Shadow, un report scientifico in cui viene approfonditamente valutato l'impatto globale del settore zootecnico sull'ambiente. Nel 2015 si è misurato l'impatto del settore della produzione di cibo da animali che raggiunge il 51% dell'emissione di diossido di carbonio. Ad esempio, la produzione di carne bovina, ha un impatto significativo sull'ambiente: è responsabile di circa il 41% delle emissioni globali di gas serra derivanti dall'allevamento ed è uno dei fattori che determinano il degrado del suolo e la deforestazione. Il problema della disoccupazione degli allevatori potrebbe essere rilevante, uno studio ha evidenziato però che i professionisti brasiliani valutano positivamente il potenziale occupazionale della carne vegetale e coltivata. Questi risultati possono guidare politiche pubbliche per creare posti di lavoro qualificati per un'eventuale transizione alimentare. Frequenti sono le preoccupazioni riguardo agli eventuali terreni attualmente usati per l'allevamento, ma non adatti per le coltivazioni, tuttavia alcuni terreni aridi, montani o non adatti alle culture possono essere riutilizzati in modo sostenibile con energie rinnovabili, o per coltivare piante resistenti e frutti selvatici. Uno studio ha dimostrato che l'abbandono controllato di questi terreni ha portato a un aumento del 28% della diversità biologica di batteri e funghi nel terreno grazie alla maggiore quantità di fosforo e azoto e una riduzione di metalli pesanti dopo 3-4 anni. Inoltre studi recenti affermano che in assenza di interventi correttivi- ad esempio sull'uso del suolo- l'impatto ambientale della produzione alimentare globale potrebbe aumentare del 50-90% entro il 2050, rispetto ai livelli del 2020.
Uno studio sistemico, inoltre, analizzando oltre 38.000 aziende agricole in 119 paesi ha mostrato che la produzione di alimenti vegetali richiede meno terra, acqua ed energia, producendo minori quantità di gas serra e uno studio comparativo ha rilevato che una dieta vegana ha un impatto sull'ambiente inferiore del 44% circa rispetto alla dieta mediterranea moderna, anche se utilizzava poca carne e latticini (il 10% delle calorie).

#### Tesi contrarie al minor impatto ambientale del veganesimo
In una ricerca pubblicata su Elementa, un team di scienziati della Tufts University ha affermato che la dieta più sostenibile non è quella vegana ma quella vegetariana.
Lo studio afferma che a parità di calorie si causano più danni all'ambiente nel produrre cibi vegani che per produrre alcuni tipi di carne. Inoltre certi terreni rimarrebbero inutilizzati poiché non tutti sono coltivabili e sono quindi usati per pastorizia e allevamento.Un altro studio pubblicato sulla rivista Environment Systems and Decisions conferma che la coltivazione di certi cibi per dieta vegana consuma più risorse rispetto a quella onnivora. The Guardian ha ritenuto che la dieta vegana non sia meno impattante per l'ambiente.
Alcuni studi hanno simulato la totale conversione della popolazione mondiale al veganesimo e hanno sostenuto che ciò porterebbe minori rischi per l'ambiente ma aumenterebbe la disoccupazione di alcuni paesi e i problemi di salute a coloro che per motivi medici non possono sottoporsi alla dieta vegana

### Dibattito sul minor consumo idrico della dieta vegana
Esiste un dibattito riguardo al minor consumo di acqua per produrre cibi vegani rispetto alla produzione di carne e salumi. I dati della letteratura riguardo l’impronta idrica dei prodotti alimentari sono stati pubblicati dal Water Footprint Network (WFN) riportando un consumo di acqua pari a circa 15 000 litri d’acqua ogni chilo di carne.. In Italia, ad esempio, la WFN ha stimato che la produzione di carne bovina richieda in media 11.500 litri d’acqua,  tuttavia alcuni smentiscono richiedendo una considerazione più ampia di altre variabili e sottolineando che sia l’acqua verde - acqua del suolo usata per le piante - ad essere maggiormente utilizzata negli allevamenti, contribuendo alla deforestazione. La maggior parte dei raccolti di soia e mais sono però destinati al foraggio animale, e in minor parte all’alimentazione umana diretta.

#### Vegetalismo, veganismo e religione
Da una prospettiva della sociologia delle religioni è ritenuto che il veganismo contemporaneo abbia alcuni tratti caratteristici delle cosiddette "religioni implicite", in particolare qualora esso sia oggetto di un investimento personale che coinvolga profondamente e ampiamente l'identità personale. L'attenzione scrupolosa ed eticamente connotata per il rispetto e la salvaguardia della vita animale può, secondo questa prospettiva, assumere aspetti ritualistici e quasi sacrali. La dimensione religiosa del veganismo emerge anche dalla sua forte carica idealistica, che traspare nel desiderio e nel tentativo di cambiare il mondo, l'economia e la società ad immagine dei valori cui il movimento aderisce. Nonostante la sua lontananza dalla tradizionale idea di fenomeno religioso, il veganismo lascia dunque trasparire una sorta di “enfasi protoreligiosa”.
Tuttavia, uno studio che ha indagato la rappresentazione del veganismo sulla stampa italiana, ha osservato come la connotazione religiosa del veganismo, dipinta come "integralista", possa talvolta assumere funzioni stigmatizzanti nel discorso pubblico relativo a allo stile di vita e ai principi vegani.

## Effetti sulla salute
La Academy of Nutrition and Dietetics (ex American Dietetic Association) ha dichiarato nel 2009 che una dieta vegetariana o vegana è adeguata a tutte le età e può contribuire ad un buono stato di salute, a patto che sia correttamente pianificata, e in alcuni casi opportunamente integrata. Alcuni ritengono che escludere la carne e, in generale, i prodotti di derivazione animale, significhi eliminare dalla dieta i prodotti alimentari più ricchi in proteine dal momento che l’organismo umano ha due vincoli legati alle proteine che non possono essere violati, ovvero il fabbisogno di amminoacidi essenziali giornaliero e il fabbisogno proteico totale giornaliero. Ogni parte dei vegetali contiene proteine ma queste sono presenti in quantità maggiore nei semi. Tuttavia, tra i gli pseudocereali la quinoa, il teff, l'amaranto, il grano saraceno e il miglio hanno generalmente tutti gli amminoacidi essenziali. I cereali sono più bassi in amminoacidi come la lisina, mentre i legumi hanno più basse quantità dell'amminoacido metionina. Per cui la dieta vegana dovrebbe comprendere una quantità sufficiente di legumi, cereali, frutta secca e semi, così da soddisfare il fabbisogno proteico in modo salutare. Inoltre, anche le alghe sono una fonte proteica alternativa e sostenibile.
Vitamina B12
La dieta vegana, se non applicata adeguatamente e in alcuni casi particolari pianificata da un nutrizionista, può portare a deficit o riduzione nell'assorbimento di nutrienti essenziali, tra cui acidi grassi, minerali e vitamine, con particolare riguardo verso la vitamina B12. Come evidenziato da uno studio retrospettivo del 2013, che analizzava i dati di ulteriori 18 studi scientifici, la carenza di vitamina B12 tra i vegani è diffusa in ogni fascia di età, gruppo sociale e luogo di residenza. Per cui è consigliata la regolare integrazione di vitamina B12 e gli esami clinici periodici, al fine di monitorarne i livelli nel sangue.
Inoltre, alcuni integratori alimentari vegetali a base di spirulina, sono utili fonti di minerali e in piccola quantità vitamina B12 .Tuttavia, l'apporto della vitamina B12 è in forma non biologicamente disponibile, pertanto le fonti attualmente più affidabili di vitamina B12 rimangono gli integratori farmaceutici ricavati da biosintesi. Recenti studi sono stati volti per trovare alghe, microalghe ed altri alimenti con disponibilità di vitamina B12 e uno studio del 2014 ha rilevato che l'alga Nori apporti vitamina B12 biodisponibile agli umani, risultando utile per prevenirne una carenza.
Omega-3 e acidi grassi
L'acido grasso alfa-linolenico (ALA) viene assunto in quantità simili tra vegetariani e non vegetariani, attraverso fonti vegetali come semi di lino, semi di canapa e di chia o, in quantità minori, frutta secca come noci. Tuttavia, la conversione dell'ALA nei suoi derivati a catena lunga EPA e DHA nel corpo umano è più limitata (5-10%).
Se l'alimentazione non ha un eccesso di omega-6 (oli di girasole, mais e soia) che riducono la conversione e se vengono abbinati a vitamina E che aiuta a proteggere l'ALA dall'ossidazione, la conversione potrebbe essere più efficiente.
L'olio di microalghe è invece una fonte diretta di DHA ed EPA, poiché esse sono alla base della catena alimentare marina che rende i pesci ricchi omega-3. Anche alghe come la Chlorella, l'alga Nori e l'alga wakame contengono quantità modeste di EPA, la Spirulina contiene tracce di ALA e l'ulva Lactuca, conosciuta come lattuga di mare, è un'alga nordica che può contenere EPA. Tuttavia, è solo recentemente che si sta valutando il potenziale nutrizionale ed ecologico delle specie algali.

### Salute e malattie
Uno studio su 73.308 partecipanti ha rivelato che i vegetariani hanno una riduzione del rischio di mortalità del 12% e una riduzione del 19% di mortalità legata a problemi cardiovascolari, rispetto alle diete convenzionali. Uno studio della Oxford University pubblicato sulla rivista scientifica British Medical Journal  afferma che la dieta vegana e vegetariana diminuisce l'insorgenza di ischemia cardiaca, mentre sarebbe lievemente correlata all'aumento del rischio di ictus.
Diverse pubblicazioni degli ultimi anni hanno cercato di determinare in che modo la dieta vegana abbia un impatto in alcune patologie come cancro, malattie cardiache, infiammazione cronica e diabete. Viene riportato una minore incidenza e mortalità per cardiopatia ischemica (-25%) e incidenza di cancro (-15%); effetti positivi sono stati riscontrati anche nella prevenzione e trattamento del diabete di tipo 2. Un altro studio ha mostrato che le diete a base vegetale hanno rivelato una minore produzione di metaboliti pro-infiammatori come gli acidi biliari secondari e una maggiore produzione di acidi grassi a catena corta, i quali hanno effetti antinfiammatori. Inoltre, le diete a base vegetale erano legate a più alti livelli di depressione, ma a livelli più bassi di ansia. Tuttavia, i risultati di altri studi indicano che una dieta vegana di alta qualità abbassi i livelli di depressione. Le diete a base vegetale potrebbero avere un ruolo nel modulare l’infiammazione, anche nella gestione di malattie della pelle come la psoriasi.

### Dieta vegana in gravidanza
L'Accademia di nutrizione e dietetica degli Stati Uniti e l'Associazione dei dietisti del Canada ritengono che le diete vegane ben pianificate siano appropriate per tutte le fasi della vita, comprese la gravidanza, l'allattamento, l'infanzia e l'adolescenza
Anche studi scientifici emergenti evidenziano come possa essere considerata salubre, purché si abbia una consapevolezza della necessità di equilibrare la dieta con i micronutrienti necessari. L'analisi valuta inoltre la riduzione dei tassi di diabete gestazionale e ipertensione. Le diete vegane, ben pianificate, tendono ad essere più ricche in fibre alimentari, magnesio, acido folico (vitamina B9), vitamina C, vitamina E, potassio e sostanze fitochimiche, e più basse in calorie, grassi saturi e colesterolo.
Tuttavia, altri studi hanno sottolineato che durante la gravidanza aumenta il fabbisogno di nutrienti specifici che spesso risultano carenti in una dieta a base vegetale (acidi grassi polinsaturi omega-3, ferro, calcio, iodio, zinco, vitamina D e vitamina B12). I dati della letteratura confermano che la carenza di cobalamina a lungo termine porta a conseguenze per la salute, come anemia megaloblastica, iperomocisteinemia e acidosi metilmalonica. Pertanto, alcne persone hanno delle riserve sulla fattibilità del regime alimentare vegano in gravidanza.
Alcuni ritengono che carenze di nutrienti nelle diete a base vegetale potrebbero essere particolarmente rischiose nel periodo pediatrico, portando potenzialmente a malnutrizione.
Esistono poche informazioni sulla crescita dei bambini vegani. I risultati hanno suggerito che c'è una piccola percentuale di valori atipici in questa popolazione, con intervalli normali di peso e altezza, e presentanti obesità meno frequentemente.